# Iryna Husyak
Iryna Husyak, née le 30 avril 1990, est une lutteuse ukrainienne.

## Palmarès

### Golden Grand Prix de lutte
- Médaille de bronze en 2012

### Championnats d'Europe
- Médaille de bronze en catégorie des moins de 55 kg en 2013 à Tbilissi (Géorgie)